# Оттон Багатий (граф Балленштедта)
Отто, граф Балленштедта, званий Отто Багатий (прибл. 1070 — 9 лютого 1123) — перший асканійський князь, який називав себе графом Анхальта, а також коротко називався герцогом Саксонії. Він був батьком Альберта Ведмедя, який згодом відвоював у слов'ян Бранденбург і називався його першим маркграфом.
Отто був старшим сином Адальберта II, графа Балленштедта та Аделаїди Веймар-Орламюнде, доньки Оттона I, маркграфа Мейсена. Після смерті свого тестя, герцога Магнуса Саксонського, в 1106 році, Оттон успадкував значну частину власності Магнуса і сподівався стати його наступником на посаді герцога. Проте замість нього герцогом був призначений Лотар Суплінбурзький. У 1112 році, після того як Лотар був заборонений, Отто був призначений герцогом Саксонії імператором Генріхом V; але того ж року він вступив у суперечку з імператором і був позбавлений герцогського титулу. Тепер він об'єднався з Лотарем і допоміг Лотарю перемогти графа Гойєра I Мансфельда, якого імператор призначив герцогом Саксонії в 1115 році.

Оттон завоював у слов'ян території навколо Цербста та Зальцведеля та підтримував підтримку Лотара, коли Лотар став королем у 1125 році. Він також претендував на графство Веймар-Орламюнде, спадкоємицею якого була його мати. Саме під час цієї кампанії Отто прославився на всю Німеччину, як розповідає історія:
У 1115 році граф Отто Балленштадтський з 60 німецькими воїнами бився з 2800 слов'янами, з яких 1700 залишилися мертвими на полі!— Джеймс Вестфолл Томпсон, Феодальна Німеччина, с. 371

## Родина
Дружина — Ейліка Саксонська
Діти:
- Альбрехт Ведмідь (1100—1170)
- Аделаїда (померла після 1139 р.) — вийшла заміж за графа Генріха IV Штадського, а в 1139 р. за графа Вернера Остербурзького